# 若杉元喜
若杉 元喜（わかすぎ げんき、1919年（大正8年）1月8日 - 2004年（平成16年）6月10日）は、日本の政治家。新潟市長（2期）。

## 来歴
新潟県西蒲原郡内野町（現新潟市）出身。1937年、新潟商業学校（現新潟県立新潟商業高等学校）を卒業。1959年内野町長に就任する。翌年内野町は新潟市と合併する。その後、1977年新潟市収入役となり、1982年同市助役となる。翌1983年の新潟市長選挙に社会党と共産党の推薦と公明党の支持を得て立候補し、自民党推薦の候補を破って当選した。
1987年の選挙でも再選した。2期目途中の1990年に辞職した。2004年死去。